# Busscar Urbanus
Busscar Urbanus foi uma carroceria de ônibus urbano fabricado pela Busscar lançada no ano de 1987.

## História
Enquanto os ônibus urbanos da concorrência já ganhavam espaço no mercado nacional, a Nielson (nome da Busscar na época) fabricava apenas o modelo rodoviário Diplomata, este já trazendo bons resultados de vendas para a empresa. Foi assim que, em 1987, surgiu a primeira carroceria urbana fabricada pela Nielson. O nome já dizia tudo - Urbanus.
Em 1989, com a mudança da empresa para o nome atual, Busscar, a carroceria sofre algumas alterações, como nos para-choques, que passaram a conter grades, e nos faróis, lanternas e no pisca, além de mudança no modo de abertura das portas. Mesmo assim, as alterações foram pequenas, e mesmo com a nova Busscar, peças da Nielson ainda estavam presentes no ônibus.
Em 1994 o Urbanus passou por sua segunda reestilização, diferenciada da última por seus novos cantos arredondados e as novas grades frontais. Foi nesta época que o Urbanus ganhou sucesso nos consórcios de ônibus do Brasil.
No ano da morte de Harold Nielson, em 1998, o modelo foi substituído pelo Urbanuss (com dois S no final). Em 2010 foi lançado o substituto do Urbanuss 1998, o Busscar Urbanuss 2010. Sua produção foi descontinuada após a falência da Busscar, em 27 de setembro de 2012.

## Chassis
O Busscar Urbanuss foi montado em chassis de diversos fornecedores:
- Mercedes-Benz: OH-1313, OH-1621L, OH-1628L, O-371UL, O-371UP, OF-1318, OF-1620, OF-1721, OF-1417, OF-1418, OF-1722M;
- Scania: L-113CL, F-113HL, F94HB, L94UB;
- Volvo: B58, B10M, B7R;
- Volkswagen: 16.180 CO, 16.210 CO, 15.180 EOD, 15.190 EOD, 17.210 OD, 17.210 EOD, 17.230 EOD;
- Ford: B-1618.